# Union des tribunaux islamiques
Pour les articles homonymes, voir ICU.
 (juillet 2009).
Si vous disposez d'ouvrages ou d'articles de référence ou si vous connaissez des sites web de qualité traitant du thème abordé ici, merci de compléter l'article en donnant les références utiles à sa vérifiabilité et en les liant à la section « Notes et références ».
 (juillet 2009).

Situation générale le 20 décembre 2006

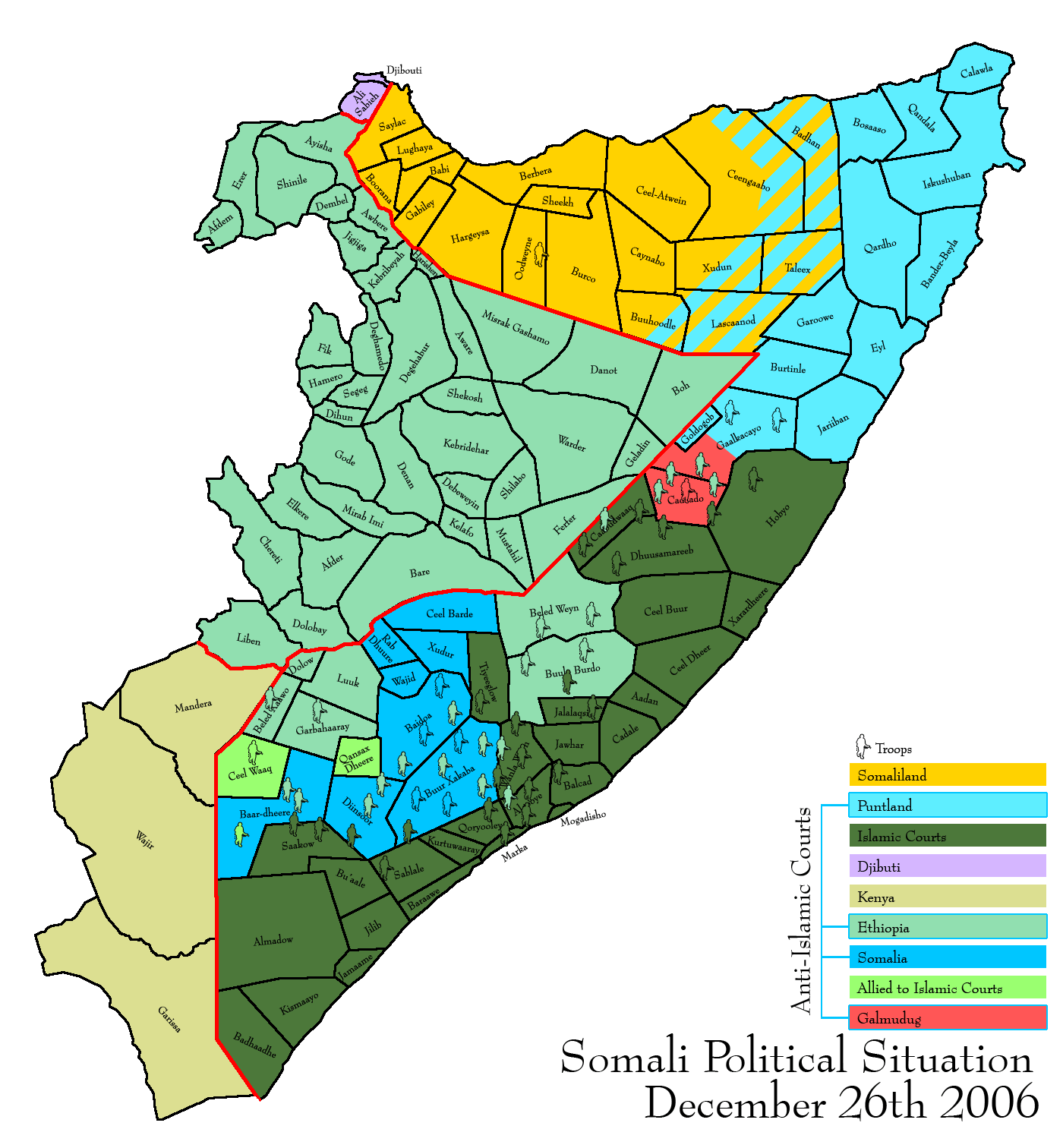
Situation en Somalie le 26 décembre 2006

L'Union des tribunaux islamiques (UTI), en anglais Islamic Courts Union ou ICU, en somali Midowga Maxkamadaha Islaamiga, en arabe اتحاد المحاكم الإسلامية, Ittihād al-mahâkam al-islâmiya, est une alliance de quinze tribunaux islamiques somaliens qui souhaitaient instaurer un État régi intégralement par la charia. L'union était toutefois hétérogène et comportait aussi bien des modérés, tels Sharif Ahmed élu à la présidence du gouvernement fédéral transitoire de Somalie en janvier 2009, que des intégristes, tels Hassan Dahir Aweys qui dirige désormais le groupe Hizbul Islam.
L'Union des tribunaux islamiques s'est emparé d'une grande partie du territoire somalien en 2006 et avait rétabli l'ordre, dans un pays souffrant de violence endémique et d'affrontements entre milices rivales, mais a ensuite perdu beaucoup de terrain face au gouvernement fédéral de transition, soutenu militairement par l'Éthiopie et l'Union africaine.
Le Harakat al-Shabab al-Mujahedin, connu aussi sous le nom d'Al-Shebab, est issu de la branche radicale de l'Union des tribunaux islamiques.

## Doctrine
L'Union des tribunaux islamiques se base sur l'école de jurisprudence islamique sunnite chaféite créée par l'imam ach-Châfi`î au IXe siècle.

## Soutiens
L'UTI est soutenue par al Qaida. Cet état de fait est, dans un premier temps, confirmé par son président, le cheikh Sharif Ahmed, puis celui-ci se rétracte.
Jusqu'en décembre 2006, le pays était sous un embargo total sur les armes instauré par l'Organisation des Nations unies (ONU). Celle-ci a affirmé dans son rapport de novembre 2006 que l'Érythrée, l'Iran, la Libye, l'Arabie saoudite et la Syrie ont violé cette mesure en fournissant à l'UTI des armes. Tous ces pays accusés ont rejeté cette accusation. L'Arabie saoudite, le Yémen, d'autres États du Golfe et l'Érythrée auraient financé l'UTI.
Localement, l'UTI a reçu, à l'origine, le soutien de marchands désireux de mettre fin à la violence nationale.

## Prise du pouvoir
En juin 2006, ce groupe, soutenu et armé par l'Érythrée, engagé dans une guerre contre les leaders tribaux soutenus pour ce combat par les États-Unis d'Amérique, a pris le contrôle de la ville de Mogadiscio, capitale de la Somalie. Ils ont contrôlé jusque fin 2006 la plus grande partie de la population et les principales villes (Jowhar, Kismayo, Beledwayn, etc.).
Seules les régions arides du Nord et les régions les plus à l'intérieur des terres dans le sud étaient hors de leur contrôle.

## Offensive du gouvernementde jure
Depuis fin 2006, l'Éthiopie, contre laquelle les tribunaux islamiques ont lancé le djihad, soutient militairement ouvertement le gouvernement fédéral de transition et a lancé une grande offensive contre eux depuis le 24 décembre 2006.
Après une bataille meurtrière où les forces des tribunaux islamiques subissent de lourdes pertes, peut-être 3 000 morts, et 4 000 à 5 000 blessés selon le premier ministre éthiopien Meles Zenawi, ceux-ci évacuent Mogadiscio où le jeudi 28 décembre les forces gouvernementales et éthiopiennes pénètrent sans combat. Les forces des tribunaux islamiques se replient alors dans le Sud-Est, près de la frontière kényane où ils subissent une défaite à Kismayo le 1er janvier 2007. Dès lors, l'armée des tribunaux islamiques est totalement neutralisée et les derniers combattants tentent de fuir vers le Kenya.
Les États-Unis les considèrent comme liés à Al-Qaida, ce qu'ils démentent formellement.
Le 22 janvier 2007, le cheikh Chérif Amhed, second des tribunaux islamiques, se rend aux autorités kényanes, à Nairobi, après une traque commencée en décembre 2006 [réf. nécessaire]. Chérif Amhed, chef du conseil exécutif de l'Union des tribunaux islamiques, en a été la principale figure publique jusqu'à la prise de Mogadiscio, après laquelle il a laissé la place à Hassan Dahir Aweys.
Des combattants de l'Union des tribunaux islamiques, alliés à des milices claniques, poursuivent toutefois une insurrection dans la capitale somalienne.
Le 19 mars 2008, le journal le Monde reporte qu’après des affrontements armés, des combattants islamistes ont pris le contrôle d’un camp militaire éthiopien dans le nord de Mogadiscio.